# Pritha nana
Espèce
Synonymes
- Filistata nana Simon, 1868

Pritha nana est une espèce d'araignées aranéomorphes de la famille des Filistatidae.

## Distribution
Cette espèce se rencontre dans le bassin méditerranéen et en Inde.

## Description
Le mâle et la femelle types mesurent 3,5 mm.

## Publication originale
- Simon, 1868 : Sur quelques aranéides du midi de la France. Revue et Magasin de zoologie, sér. 2, vol. 20, p. 449-456 (texte intégral).